# 晶莹仙达蚤
晶莹仙达溞（学名：Sida crystallina）为仙达溞科仙达溞属的动物。于世界范围内广泛分布，多生活于水草丛生的湖边或池塘内。